# Bolitoglossa cerroensis
Bolitoglossa cerroensis е вид земноводно от семейство Plethodontidae. Видът не е застрашен от изчезване.

## Разпространение
Разпространен е в Коста Рика.

## Описание
Популацията на вида е стабилна.